# Міхалиці
Міхалиці (пол. Michalice) — село в Польщі, у гміні Намислув Намисловського повіту Опольського воєводства.
Населення — 78 осіб (2011).

## Демографія
Демографічна структура станом на 31 березня 2011 року:
|          | Загалом | Допрацездатний вік | Працездатний вік | Постпрацездатний вік |
| -------- | ------- | ------------------ | ---------------- | -------------------- |
| Чоловіки | 40      | 10                 | 27               | 3                    |
| Жінки    | 38      | 11                 | 22               | 5                    |
| Разом    | 78      | 21                 | 49               | 8                    |